# Bertil Fastén
Karl Bertil Fastén, född 1 april 1900 i Norrtälje, död 18 januari 1928 i Uppsala, var en svensk friidrottare (diskuskastning och mångkamp). Han vann SM-guld i diskus 1927 samt i femkamp åren 1925 till 1927. Han tävlade för först Norrtälje IF och sedan IF Thor. Vid OS i Paris 1924 blev Fastén utslagen i femkamp och bröt tiokampstävlingen efter sex grenar.